# Lancashire heeler
Lancashire Heeler é uma pequena raça de cão desenvolvida como condutor e pastor de gado. O Lancashire Heeler é listado pelo The Kennel Club como uma raça nativa vulnerável.

## Descrição

### Aparência
A pelagem é dura e lisa com subpelo que mantém o cão seco o tempo todo. Ele pode ter uma pequena juba em torno do pescoço durante inverno. A pelagem é geralmente preta com marcações canela (tan), mas fígado com marcações canela é agora reconhecido pelo The Kennel Club. Eles são ligeiramente mais longos do que a altura na cernelha, e geralmente medem entre 25 a 30 cm na cernelha e pesam de 15,9 a 8,2 kg. As orelhas podem ser caídas ou eretas.

### Personalidade
É alerta, amigável, enérgico, inteligente, brincalhão e um agradável companheiro. A personalidade pode variar de preguiçoso e divertido para enérgico e comunicativo. Na verdade é um cão forte que gosta de participar de todos os tipos de atividades, e pode erguer uma bola ou um objeto do tamanho de si mesmo.[carece de fontes?]
O Lancashire Heeler é amigável para com seus proprietários e transeuntes na rua, mas pode ser mais agressivo em direção a um personagem desconhecido em seu território.

## Saúde
O Lancashire Heeler tem uma expectativa de vida de 12 a 15 anos ou mais. As três doenças mais comuns e graves que podem afetar os Heelers são doenças oculares. Bem como as presentes condições oculares, cães desta raça podem sofrer de luxação de patela.

## História

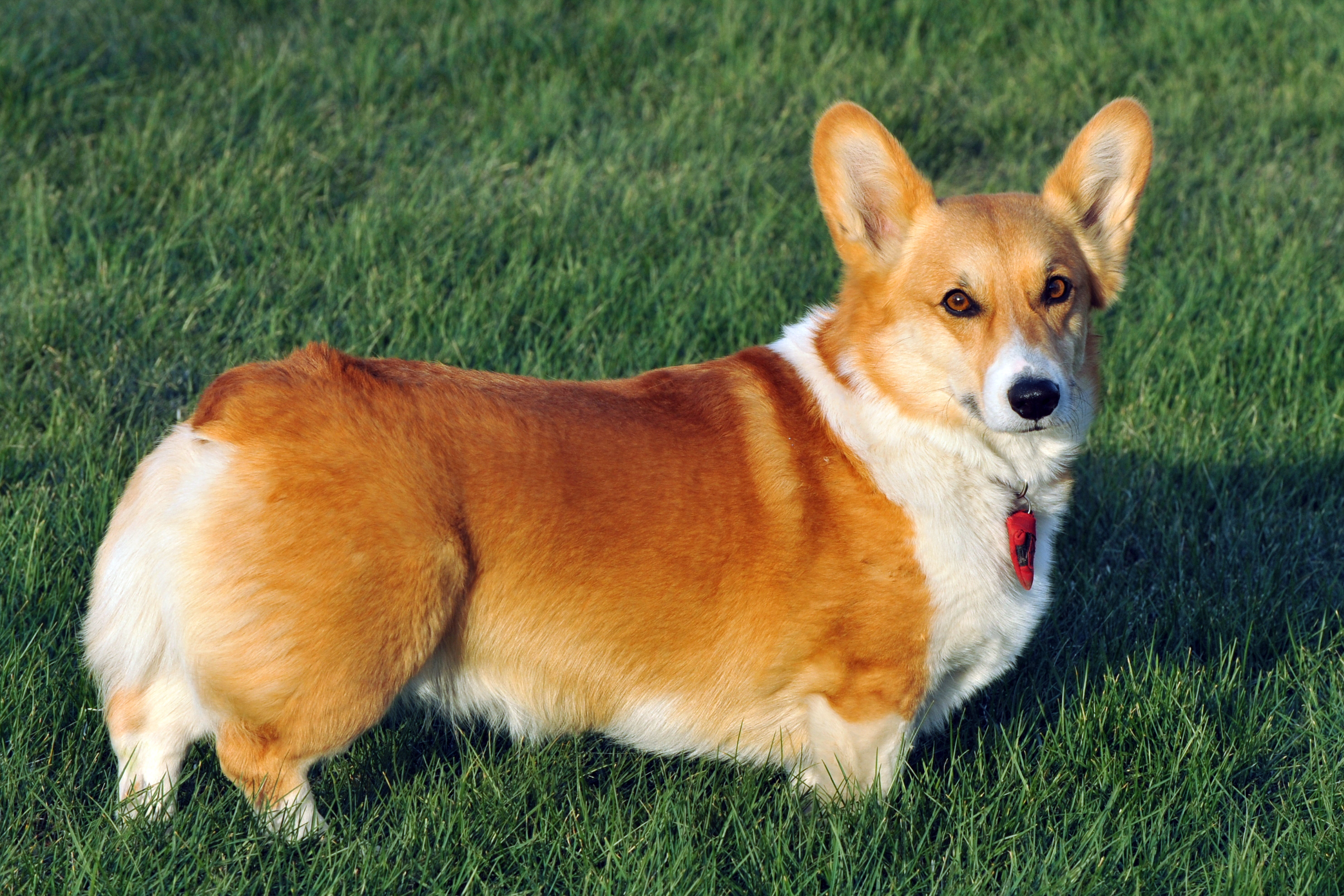
O Welsh corgi pembroke é considerado uma das raças fundadoras do Lancashire Heeler.

Detalhes precisos sobre a origem da raça são desconhecidos. No entanto, aceita-se que um tipo de Welsh Corgi (cardigan ou pembroke) era usado para conduzir o gado até o da Inglaterra, do país de Gales. E na região de Ormskirk, um tipo de terrier black-and-tan chamado Manchester Terrier foi introduzido na reprodução, o que resultou no que hoje é conhecido como Lancashire Heeler. A raça tem sido conhecida no seu município natal há mais de 150 anos, com um objetivo geral de cão de fazenda, capaz de matar ratos e de pastorear gado.
Gwen Mackintosh começou a reproduzir Heelers no início dos anos 1960. Juntamente com outros entusiastas, ela estabeleceu o Lancashire Heeler Club em 1978, estabelecendo um padrão de raça e livro de registros. O reconhecimento da raça pelo The Kennel Club do Reino Unido aconteceu em 1981. Mackintosh continuou como presidente do clube até sua morte em 1992.